# Brighton International 1985
Il Brighton International 1985 è stato un torneo femminile di tennis giocato sul sintetico indoor. È stata l'8ª edizione del Brighton International, che fa parte del Virginia Slims World Championship Series 1985.
Si è giocato a Brighton in Gran Bretagna, dal 21 al 27 ottobre 1985.

## Campionesse

### Singolare
Chris Evert ha battuto in finale  Manuela Maleeva-Fragniere con il punteggio di 7–5, 6–3

### Doppio
Lori McNeil /  Catherine Suire hanno battuto in finale  Barbara Potter /  Helena Suková con il punteggio di 4–6, 7–6, 6–4